# Fernando Vallín
Fernando Vallín o Fernando 'Psycho' Vallín es un bajista y guitarrista que forma parte del grupo Maná como la segunda guitarra, ademas de que es hermano de Sergio Vallín (guitarrista del grupo mexicano Maná). Entró en la banda para la grabación del CD y DVD Maná MTV Unplugged y continua en la banda hasta la actualidad como 2.ª Guitarra y en el estudio es parte del grupo de ingenieros de audio que ayuda en el proceso de la producción de distintas piezas de la discografía del grupo Maná.